# Diplycosia kostermansii
Diplycosia kostermansii är en ljungväxtart som beskrevs av Herman Otto Sleumer. Diplycosia kostermansii ingår i släktet Diplycosia och familjen ljungväxter. Inga underarter finns listade i Catalogue of Life.